# 紐澳多刺岩龍蝦
紐澳多刺岩龍蝦（学名：Jasus edwardsii）是一種分布在整個澳大利亞南部和紐西蘭的沿海水域的龍蝦，包括查塔姆群島。本種在澳大利亞和新西蘭通常簡稱為小龍蝦（crayfish），在毛利語稱為。它們跟海螯蝦類似，但在第一對腳上缺少明顯特徵的大型鉗。
紐澳多刺岩龍蝦是肉食性，離開他們的居住覆蓋岩石在夜間外出獵食。本種棲息在深度約5–200米（16–660英尺）的深的大陸棚之藻礁。它們可能會是深紅色或橘色，腹部是灰黃色、灰綠色帶棕色在底部，熱帶的龍蝦會偏亮色。成蝦長度可到23釐米（9.1英吋），在未受商業捕撈的海域更可能達8公斤（18磅）。